# Super Bowl V
Super Bowl V war die erste Ausgabe des Endspiels zwischen der National Football Conference (NFC) und der American Football Conference (AFC). Mit den vier vorangegangenen Meisterschaften zwischen der American Football League (AFL) und der National Football League (NFL) ist er der fünfte Super Bowl. Am 17. Januar 1971 standen sich die Baltimore Colts und die Dallas Cowboys im Orange Bowl Stadium in Miami, Florida, gegenüber. Die Baltimore Colts gewannen das Spiel mit 16:13. Dallas’ Linebacker Chuck Howley wurde als erster Nichtquarterback und Spieler des verlierenden Teams zum Super Bowl MVP gewählt.

## Spielverlauf

### 1. Halbzeit
Die vorher leicht favorisierten Cowboys konnten im ersten sowie zweiten Viertel jeweils ein Field Goal erzielen, dann zogen die Colts mit einem Touchdown nach, schafften jedoch den Point after Touchdown nicht. Nach dem zwischenzeitlichen 6:6 gelang den Dallas Cowboys noch während der ersten Hälfte ebenfalls ein Touchdown. Sie übernahmen die Führung mit 13:6, so ging es auch in die Halbzeitpause.

### 2. Halbzeit
Die Colts spielten in der ersten Halbzeit verhältnismäßig schlecht. In der zweiten Hälfte galt das Spiel als so gut wie entschieden, da das dritte Viertel vollkommen punktelos blieb. Den Colts gelang jedoch ein 4th Quarter Comeback, indem sie mit einem Touchdown gleichzogen und fünf Sekunden vor dem Ende der Partie noch mit einem Field Goal durch Jim O’Brien mit 16:13 in Führung gingen. Die Cowboys bekamen noch einmal den Ball an ihrer eigenen 40-Yard-Linie. Der Pass von Craig Morton wurde jedoch an der 29-Yard-Linie der Baltimore Colts durch Jerry Logan abgefangen und die Zeit lief herunter.

### Punkteübersicht
- 1st Quarter
  - Cowboys – Mike Clark 14-Yard FG, 5:32. Cowboys 3:0. Drive: 3 Spielzüge, 2 Yards, 1:40 Minuten.
- 2nd Quarter
  - Cowboys – Mike Clark 30-Yard FG, 14:52. Cowboys 6:0. Drive: 8 Spielzüge, 58 Yards, 3:12 Minuten.
  - Colts – John Mackey 75-Yard TD-Pass von Johnny Unitas (Kick von Jim O’Brien geblockt), 14:10. 6:6. Drive: 3 Spielzüge, 75 Yards, 0:42 Minuten.
  - Cowboys – Duane Thomas 7-Yard TD-Pass von Craig Morton (Kick Mike Clark), 7:53. Cowboys 13:6. Drive: 3 Spielzüge, 28 Yards, 1:07 Minuten.
- 3rd Quarter
  - Keine Punkte
- 4th Quarter
  - Colts – Tom Nowatzke 2-Yard TD-Lauf (Kick Jim O’Brien), 7:35. 13:13. Drive: 2 Spielzüge, 3 Yards, 0:35 Minuten.
  - Colts – Jim O’Brien 32-Yard FG, 0:05. Colts 16:13. Drive: 2 Spielzüge, 3 Yards, 0:52 Minuten.

## Schiedsrichter
Hauptschiedsrichter des Spiels war Norm Schachter. Er wurde unterstützt vom Umpire Paul Trepinski, Head Linesman Ed Marion, Line Judge Jack Fette, Field Judge Fritz Graf und Back Judge Hugh Gamber.